# Cryptochironomus crassiforceps
Cryptochironomus crassiforceps är en tvåvingeart som beskrevs av Maurice Emile Marie Goetghebuer 1931. Cryptochironomus crassiforceps ingår i släktet Cryptochironomus och familjen fjädermyggor. Inga underarter finns listade i Catalogue of Life.